# Neochauliodes
Neochauliodes är ett släkte av insekter. Neochauliodes ingår i familjen Corydalidae.

## Dottertaxa tillNeochauliodes, i alfabetisk ordning[1]
- Neochauliodes acutatus
- Neochauliodes azumai
- Neochauliodes bicuspidatus
- Neochauliodes bowringi
- Neochauliodes digitiformis
- Neochauliodes dispar
- Neochauliodes fletcheri
- Neochauliodes fraternus
- Neochauliodes fujianensis
- Neochauliodes fuscus
- Neochauliodes griseus
- Neochauliodes guangxiensis
- Neochauliodes indicus
- Neochauliodes jiangxiensis
- Neochauliodes khasianus
- Neochauliodes koreanus
- Neochauliodes latus
- Neochauliodes meridionalis
- Neochauliodes moriutii
- Neochauliodes nigris
- Neochauliodes obscurus
- Neochauliodes orientalis
- Neochauliodes parasparsus
- Neochauliodes parcus
- Neochauliodes pielinus
- Neochauliodes punctatoguttatus
- Neochauliodes punctatolosus
- Neochauliodes rotundatus
- Neochauliodes simplex
- Neochauliodes sinensis
- Neochauliodes sparsus
- Neochauliodes subfasciatus
- Neochauliodes sundaicus
- Neochauliodes tonkinensis
- Neochauliodes umbratus
- Neochauliodes wuminganus
- Neochauliodes yunnanensis